# Кампион, Эдмунд
Святой Эдмунд Кампион (англ. Edmund Campion, 25 января 1540, Лондон — 1 декабря 1581, Тайберн, Королевство Англия) — английский католический священник-иезуит и мученик. Во время проведения подпольного служения в официально англиканской Англии, Кампион был арестован охотниками на священников. Был осужден за измену, повешен и четвертован в Тайберне. Кампион был беатифицирован Папой Львом XIII в 1886 году и канонизирован в 1970 году папой Павлом VI как один из сорока мучеников Англии и Уэльса. Его праздник отмечается в Католической Церкви 1 декабря.

## Ранние годы и образование (1540—1569)
Кэмпион родился в Лондоне 24 января 1540 года. Он был сыном продавца книг в Патерностер-роу, рядом с Собором Святого Павла. Он получил свое раннее образование в школе Госпиталя Христа в Лондоне и в возрасте 13 лет был выбран, чтобы произнести приветственную речь, когда королева Мария посетила город в августе 1553 года. Затем он учился в колледже Сент-Джонс Оксфордского университета, став младшим научным сотрудником в 1557 году и принял требуемый Акт о супрематии, вероятно, по случаю его степени бакалавра в 1560 году. Он получил степень магистра в Оксфорде в 1564 году.
Два года спустя Кэмпион приветствовал королеву Елизавету в университете и завоевал ее прочное уважение. Он был выбран для проведения публичных дебатов перед королевой. Кэмпион заслужил покровительство могущественного Уильяма Сесила, а также графа Лестера, которого многие считали будущим мужем молодой королевы.
В 1567 на похоронах сэра Томас Уайт, основателя колледжа, ему выпала честь произнести прощальную речь на латинском.

## Отказ от англиканства
По убеждению Ричарда Чейни, епископа Глостерского, хотя он и придерживался католических доктрин, в 1564 году он получил сан дьякона в Англиканской церкви. Внутренне «он принял угрызения совести и отвращение к разуму». Слухи о его мнениях начали распространяться, и он покинул Оксфорд в 1569 году и отправился в Ирландию для частного изучения и исследований.

### Ирландия (1569—1570)
Кэмпион был назначен наставником Ричарда Станихерста, сына Джеймса Станихерста, спикера Ирландской палаты общин, и принял участие в первой сессии Палаты общин, которая включала в себя пролонгацию. По просьбе Станихерста, Кристофер Барнвелл приютил Кэмпиона на несколько недель в Терви-Хаусе в Пейле, который скрывался от преследований со стороны протестантской партии в Дублине. В течение трех месяцев он скрывался от преследователей, называясь «мистером Патриком» и занимаясь написанием «Истории Ирландии».

### Дуэ (1571—1573)
В 1571 году Кэмпион тайно покинул Ирландию и сбежал в Дуэ, ныне Франция, где он примирился с Католической церковью и принял участие в евхаристии, от которой он отрекался в течение последних двенадцати лет. Он поступил в Английский колледж, основанный Уильямом Алленом. Прием в колледж рос, и, через некоторое время после прибытия Кэмпиона, стала предоставляться папская субсидия. Кэмпион снова встретился с Оксфордскими друзьями. Он преподавал там риторику и заканчивал обучение на степень бакалавра богословия, которая была предоставлена ему университетом Дуэ 21 января 1573 года. После этого он был рукоположен в сан дьякона.

### Рим, Брунн и Прага (1573—1580)
Затем Кэмпион отправился в Рим пешком, в одиночестве и под видом паломника, чтобы присоединиться к иезуитам. В апреле 1573 года в Риме он стал первым послушником, принятым Меркурианом, четвертым генерал-ордена, в Общество Иисуса. Он был назначен в австрийскую провинцию, поскольку там еще не было английской провинции иезуитов, и начал свое двухлетнее послушание в Брунне (ныне Брно) в Моравии. Он был рукоположен в дьяконы и священники Антонием Брусом, Орден рыцарей креста с красной звездой, архиепископом Праги и отслужил свою первую мессу 8 сентября 1578 года. В течение шести лет Кэмпион преподавал в Иезуитском колледже в Праге как профессор риторики и философии.

### Миссия в Англию (1580—1581)
В 1580 году началась иезуитская миссия в Англию. Кэмпион въехал в Англию под видом торговца драгоценностями, прибыв в Лондон 24 июня 1580 года, и тотчас же начал проповедовать. Его присутствие вскоре стало известно властям и его собратьям-католикам, находящимся в лондонских тюрьмах. Среди последних был Томас Паунде в Маршалси, где проводилось собрание для обсуждения способов противодействия слухам, распространяемым «Тайным советом» о том, что миссия Кампиона была политической и предательской. Паунде поспешно поехал за Кампионом и объяснил, что Кэмпиону необходимо написать краткое заявление об истинных причинах его прихода. Распространение этой декларации, известной как «Вызов Тайному Совету» или «Храм Кэмпиона», сделало его положение более трудным. Он вел затравленную жизнь, совершая таинства и проповедуя католикам в Беркшире, Оксфордшире, Нортгемптоншире и Ланкашире.

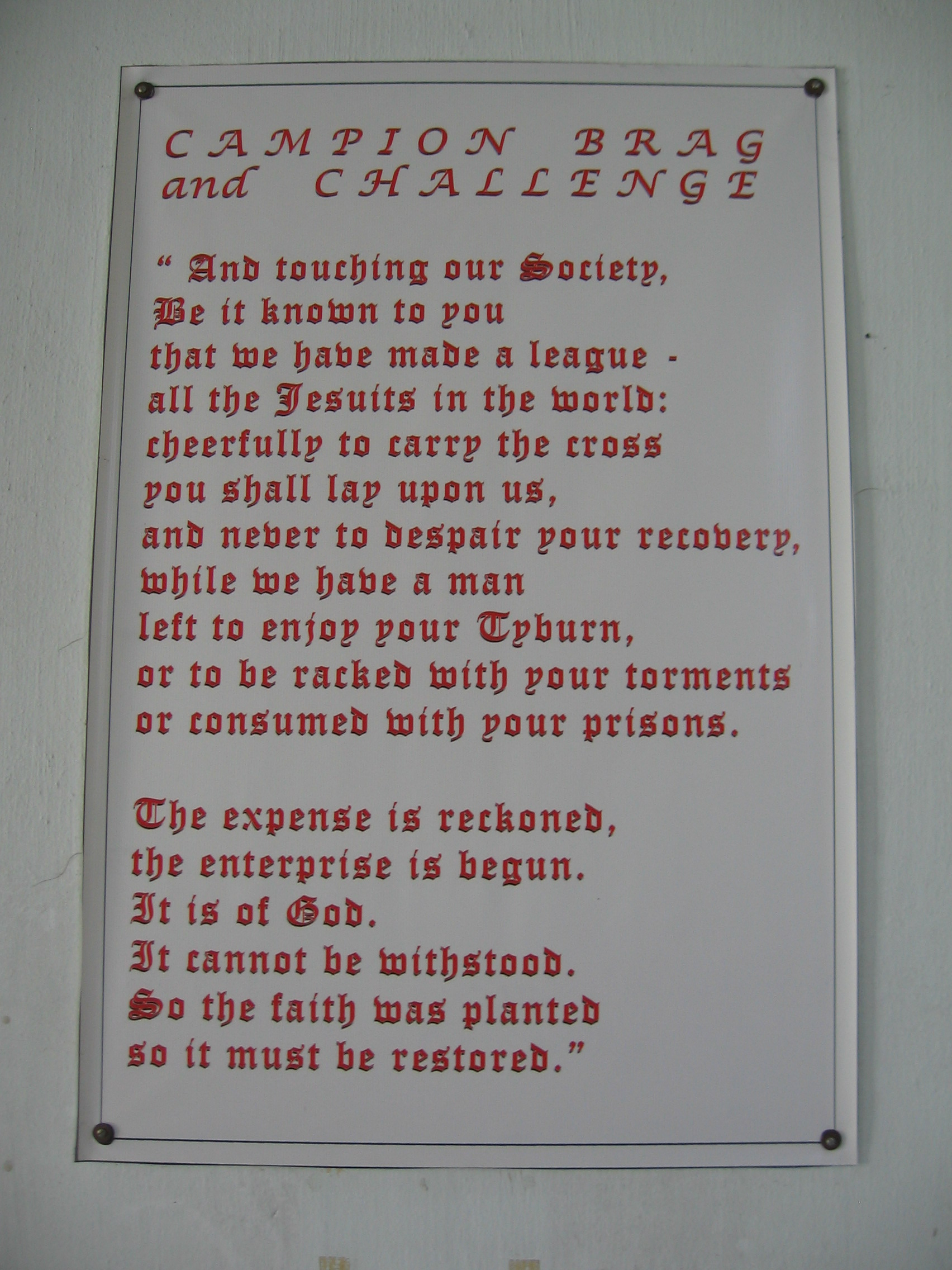
часть вызова Кэмпиона «Тайному Совету»

В течение этого времени он написал свои Обоснования («Десять причин»), аргументы против обоснованности Англиканской церкви. Эта брошюра на латинском языке была напечатана в подпольной прессе в Стонор-Парке, Хенли, и 400 экземпляров были найдены на скамьях церкви Св. Марии в Оксфорде 27 июня 1581 года. По пути в Норфолк он остановился в Лайфорд-Грейндж, доме некоего Фрэнсиса Йейта, затем в Беркшире, где проповедовал 14 июля и ещё на следующий день по многочисленным просьбам. Здесь он был схвачен шпионом, по имени Джордж Элиот, и доставлен в Лондон.

## Тюремное заключение, пытки и споры
Заключенный в тюрьму на четыре дня в Лондонском Тауэре в крошечной камере, затем Кэмпион был вывезен и допрошен тремя тайными советниками. Далее Кэмпион был заключен в Тауэре более чем на четыре месяца и подвергался пыткам. 14 ноября 1581 года он был привлечен к суду и обвинен вместе с другими в сговоре в Риме и Реймсе, чтобы поднять мятеж в королевстве и свергнуть королеву с престола.

## Суд, приговор и исполнение наказания
Судебный процесс состоялся 20 ноября 1581 года. Кэмпион и его коллеги были признаны виновными в государственной измене. Он ответил на приговор:
Осуждая нас, вы осуждаете всех своих предков, всех наших древних епископов и королей, все, что когда-то было славой Англии — остров святых и самое преданное дитя престола Петра.
Услышав решение суда — смертный приговор, Кэмпион и другие осужденные ответили — Te Deum. Проведя последние дни в молитве, 1 декабря 1581 года он вместе с двумя другими священниками, отцами Ральфом Шервином и Александром Бриантом, был доставлен в Тайберн, где все трое были повешены. Кэмпиону был 41 год.